# Джеймс, Питер
Питер Джеймс (англ. Peter James) — английский писатель, сценарист, продюсер.

## Биография
Питер Джеймс родился в Брайтоне, графство Восточный Суссекс. Его мать Корнелия Джеймс (Кац), еврейская беженка из Австрии, создала перчаточную фирму в Англии, а позже стала поставщиком королевского двора Елизаветы II.
Учился в школе Чартерхаус, продолжил образование в колледже Рэйвенсборн (англ.). Карьеру сценариста начал в 1970 году на канадском телевидении, затем занялся продюсированием фильмов, основав собственную кинокомпанию Quadrant Films. Среди его работ в качестве исполнительного продюсера участие в таких фильмах, как «Голова в облаках», «Венецианский купец», «Беовульф и Грендель» и других.
Является автором более 40 книг, переведённых на 30 языков. Особенным успехом у читателей пользуется цикл романов о детективе Рое Грейсе, первый из которых «Убийственно просто» был опубликован в 2005 году, сразу же вошёл в десятку бестселлеров и завоевал несколько литературных премий.

## Избранные произведения

### Серия о расследованиях детектива Роя Грейса
- «Убийственно просто» — Dead Simple (2005)
- «Убийственно красиво» — Looking Good Dead (2006)
- «Убийственно жив» — Not Dead Enough (2007)
- «Убийства в стиле action» — Dead Man’s Footsteps (2008)
- «Умри завтра» — Dead Tomorrow (2009)
- «Мёртвый, как ты» — Dead Like You (2010)
- «Мёртвая хватка» — Dead Man’s Grip (2011), премия «Barry» 2013 года за лучший английский детектив
- «Пока ещё жив» — Not dead yet (June 2012)
- «Мёртвое время» — Dead Man’s Time (2013)
- «Пусть ты умрёшь» — Want You Dead (2014)
- «Клеймо смерти» — You Are Dead (2015)
- «Люби меня мёртвым» — Love You Dead (2016)
- «Умри сегодня» — Need You Dead (2017)
- «Умрёшь, если не сделаешь» — Dead If You Don’t (2018)
- Dead At First Sight (2019)

### Другие романы
- «Шпионский тайник» — Dead Letter Drop (1981)
- «Атомный ангел» — Atom Bomb Angel (1982)
- «Миллиардер» — Billionaire (1983)
- Travelling Man (1984)
- Biggles: The Untold Story (1986)
- «Зона теней» — Possession (1988). Переиздана издательством «Азбука-Аттикус» в 2017 году под названием «Одержимый»[3].
- «В плену снов» — Dreamer (1989). Переиздана издательством «Азбука-Аттикус» в 2017 году под названием «Провидица».
- «Возлюбленная» — Sweet Heart (1990)
- «За сумеречным порогом» — Twilight (1991)
- «Пророчество» — Prophecy (1992)
- «Искушение» — Host (1993)
- «Алхимик» — Alchemist (1996)
- Getting Wired (1996)
- «Антихрист» — The Truth (1997). Переиздана издательством «Азбука-Аттикус» в 2019 году под названием «Роковой выбор»[4]
- «Одержимый» — Denial (1998)
- «Прыжок над пропастью» — Faith (2000)
- «Идеальное убийство» — The Perfect Murder (2010)
- «Убийственное совершенство» — Perfect People (2011)
- «Многоликое зло» — A Twist Of The Knife» (2014)
- «Дом на Холодном холме» — The House On Cold Hill (2015)
- Absolute Proof (2017)

## Награды
- Награда Международного каталонского кинофестиваля — «Лучший фильм на иностранном языке» — Dead Of Night[2]